# 2926 Caldeira
2926 Caldeira је астероид главног астероидног појаса са средњом удаљеношћу од Сунца која износи 2,274 астрономских јединица (АЈ).
Апсолутна магнитуда астероида је 13,3.